# Kondratów
Kondratów [kɔnˈdratuf] (em alemão:  Konradswaldau) é uma vila no distrito administrativo de Męcinka, no Condado de Jawor, Baixa Silésia, no sudoeste da Polônia. Antes de 1945, estava na Alemanha.
Fica a cerca de 15 km (9 mi) a oeste de Jawor e 76 km (47 mi) a oeste da capital regional de Breslávia.